# Pitomača
Pitomača – wieś w Chorwacji, w żupanii virowiticko-podrawskiej, siedziba gminy Pitomača. W 2011 roku liczyła 5646 mieszkańców.

## Geografia
Leży na wysokości 116 m n.p.m., 19 km na północny zachód od Viroviticy.
Miejscowa gospodarka oparta jest na przemyśle drzewnym.

## Historia
Pierwsza historyczna wzmianka o Pitomačy (jako Pythomezy) pochodzi z 1535 roku. Około 1540 roku miejscowość uległa zniszczeniu wskutek najazdu osmańskiego. Odbudowa miała miejsce po wyzwoleniu regionu w 1684 roku. W XVIII wieku nastąpił napływ ludności ze Slawonii, Węgier i Austrii.
W trakcie II wojny światowej miejscowość została zniszczona w wyniku starć pomiędzy partyzantami a ustaszami.